# Fernando Amorsolo
Fernando Amorsolo Cueto (San Fernando de Paco, 30 de mayo de 1892 – Ciudad Quezón, 24 de abril de 1972) es considerado uno de los pintores más importantes que ha tenido Filipinas, conocido por su virtuosismo y su dominio de la luz y que se especializó principalmente en el retrato y en el paisaje rural de su país. También fue pintor su hermano Pablo, así como otros miembros de su familia, entre los que está Fabián de la Rosa, primo de su madre.

## Biografía
Fernando Amarsolo, al igual que su hermano Pablo, se introdujo en el mundo de la pintura de mano del pintor Fabián de la Rosa Cueto, que era primo de su madre y en cuyo estudio entró como aprendiz con 13 años. Este se convirtió en su mentor y guía inicial, y en esos tiempos ya comenzó a ayudar a la economía familiar pintando postales para una editorial.
Su primer reconocimiento como pintor le vino en 1908, cuando su obra Leyendo el periódico obtuvo el segundo puesto en el Bazar Escolta, un concurso organizado por la Asociación Internacional de Artistas.

### Formación académica
Entre los años 1909 y 1914 asistió a la Escuela de Arte del Liceo de Manila y el año de su graduación ganó el primer premio de la escuela con una pintura de una pareja de jóvenes (un chico y una chica) en un jardín. Tras graduarse en esta institución ingresó en la Escuela de Bellas Artes de la Universidad de Filipinas, donde trabajaba su tío Fabián de la Rosa. Entre sus primeras influencias en aquel entonces estaban el pintor español Diego Velázquez, John Singer Sargent, Anders Zorn, Claude Monet, Pierre-Auguste Renoir, pero mucho más pintores contemporáneos españoles como Joaquín Sorolla e Ignacio Zuloaga. 
Durante su época de estudiante participaba en numerosos concursos y hacía ilustraciones para diferentes publicaciones y libros (por ejemplo la primera novela de Severino Reyes en tagalog:' 'Parusa ng Diyos), con el fin de mantenerse y poder enriquecer sus estudios. Se licenció en la universidad en 1914.
En 1916, becado por Fernando Zobel, se desplazó a España para estudiar en la Escuela de Bellas Artes de San Fernando de Madrid.

## Cuadros (selección)
- 1928. El ciego[3]
- 1939. Recogedores de fruta[4]
- 1943. La mestiza
- 1952. La doncella de Palay